# 4872 Гріг
4872 Гріг (4872 Grieg) — астероїд головного поясу, відкритий 25 грудня 1989 року.
Тіссеранів параметр щодо Юпітера — 3,327.